# أوفيفين بريبي
أوفيفين بريبي (بالنرويجية البوكمول: Øivind Breiby)‏ (15 نوفمبر 1917 – 5 نوفمبر 1990) هو ملاكم نرويجي راحل، مثّل بلاده في الألعاب الأولمبية الصيفية 1948.

## روابط خارجية
أوفيفين بريبي على موقع أوليمبيديا (الإنجليزية)